# Kovács János (biológus)
Kovács János (Budapest, 1931. január 14. – 2022. március 3.) magyar citológus, biológus. Az ELTE Természettudományi Kar Biológiai Intézet Anatómiai, Sejt- és Fejlődésbiológiai Tanszék vezetője volt.

## Élete
Középiskolás tanulmányait az Óbudai Árpád Gimnáziumban, egyetemi tanulmányait a Kazányi Egyetemen végezte. Kezdetben Mödlinger Gusztáv professzor laboratóriumában kezdett dolgozni ELTE Általános Állattani és Összehasonlító Bonctani Tanszékén, ahol sejttani laboratóriumot hozott létre, majd 1969-ben átvette az akkor már Állatszervezettani Tanszék vezetését. A sejtbiológiát mint képzést először ő vezette be az országban. Még 83 éves korában is tartott kurzust. 2011-ben Magyar Köztársasági Érdemkereszt kitüntetés kapott.

## Munkássága
Szakterülete az autofágia volt, és még idős korában is végzett transzmissziós elektronmikroszkópos vizsgálatokat vele kapcsolatban. Az autofágoszómákon különböző anyagok hatásait tesztelték, mint a vinblasztin, toluylén vörös, leupeptin, vagy klorokin. Együtt dolgozott az utána jövő két generációval, segítve kutatásaikat a témában (Réz Gábor például tumorigenezis közben tanulmányozta az jelenséget), illetve külföldi tudósokkal, ami ritka volt a korszakban. Projektje keretein belül került felfedezésre, hogy az autofágiáért felelős géneket természetes szelekciós hatások tartották meg. A kutatást jelenleg már a harmadik és negyedik generáció folytatja.